# Dobrosztan gyöngye-barlang
A Dobrosztan gyöngye-barlang vagy Dobrosztanszki biszer (bolgárul: Добростански бисер) Bulgáriában található, a Rodope-hegységben, Dobrosztan község területén, nagyjából 1400 méteres tengerszínt feletti magasságban. Kiépített, látogatható aknabarlang, a bejárat 15 méteres mélységbe vezet. Szép cseppkőképződmények találhatók benne. Híresek az itt lévő, egymást tápláló barlangi tavacskák. A barlangot 1963-ban fedezték fel, és 1990-ben nyitották meg a nagyközönség előtt. Hamarosan bezárták és az elhagyott barlang a vandálok martaléka lett. Elpusztították a barlangnak nevet adó barlangi gyöngyöket, összetörték a mésztufaképződményeket. A barlangot végül 2018-ban újra megnyitották, hétvégenként látogatható.

## Fordítás
- Ez a szócikk részben vagy egészben  a(z)   Добростански бисер című bolgár Wikipédia-szócikk fordításán alapul.  Az eredeti cikk szerkesztőit annak laptörténete sorolja fel. Ez a jelzés csupán a megfogalmazás eredetét és a szerzői jogokat jelzi, nem szolgál a cikkben szereplő információk forrásmegjelöléseként.